# Ilse Fuskova
Ilse Fuskova (Buenos Aires, 11 de junio de 1929-Buenos Aires, 27 de junio de 2024) fue una activista feminista y por los derechos LGBTIQ+, periodista y fotógrafa argentina. Fue la primera mujer argentina que se atrevió a salir del clóset y declararse públicamente lesbiana ante las cámaras de televisión en 1991, cuando Mirtha Legrand la invitó a participar de uno de sus almuerzos.

## Biografía

### Trayectoria

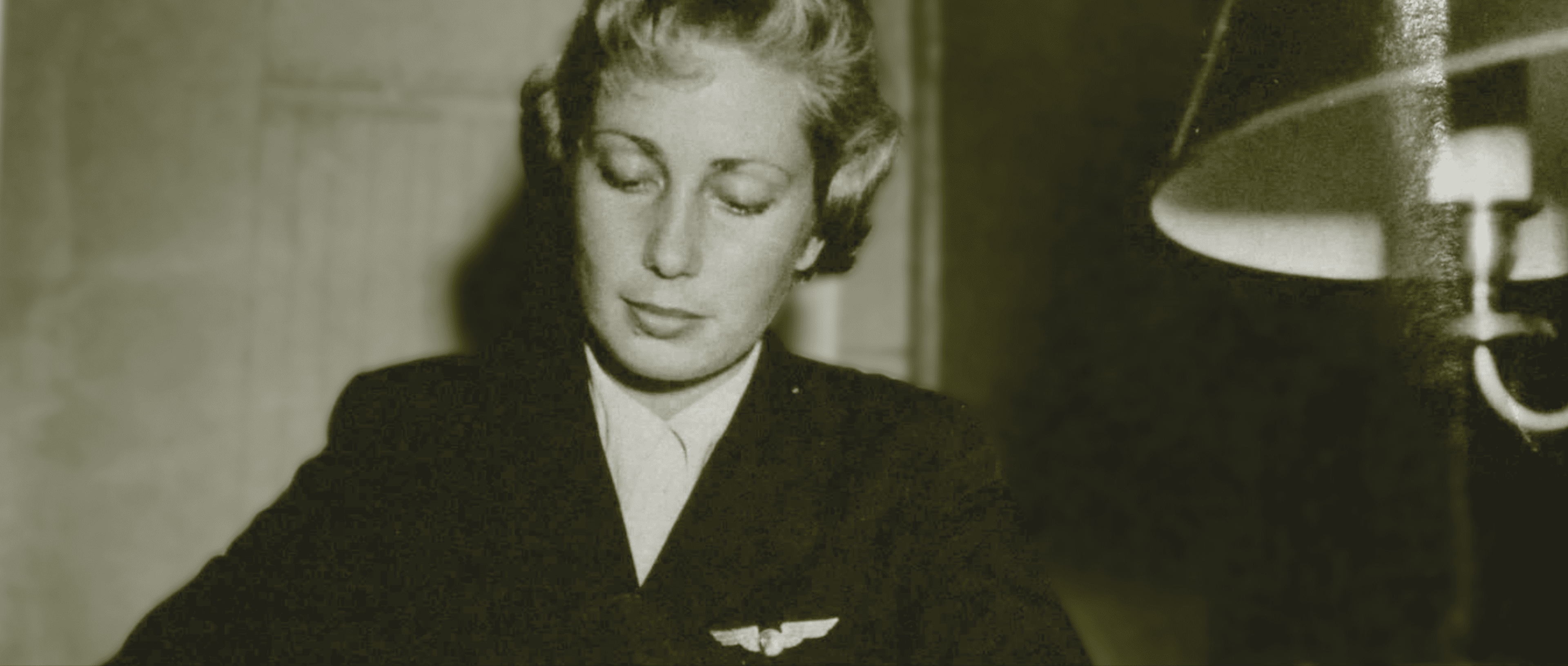
Fuskova en su juventud luciendo su uniforme de azafata

Fuskova realizó sus estudios secundarios en la Escuela Lenguas Vivas. Luego ingresó en el Instituto Grafotécnico de la Asociación Obra Cardenal Ferrari para estudiar periodismo.
Hacia 1950, también se desempeñó como azafata para Scandinavian Airlines System, rol que abandonó en 1953.
Durante sus viajes tomó nota de las diferencias en los usos y costumbres de diferentes lugares y en 1951 comenzó a publicar una columna titulada Vía Aérea, para la revista Chicas (dirigida por Guillermo Divito), con crónicas de esos viajes. Al abandonar el rol de azafata, estas columnas pasaron a referirse a distintas actividades culturales de Buenos Aires, donde sugería lecturas y eventos a visitar. Las firmaba con su seudónimo, Felka. También colaboró con reportajes (los cuales firmaba con el seudónimo Sheila Clarence), crónicas y comentarios de cine en otras publicaciones tales como El Hogar, Histonium, Mundo Argentino, Pancho, Para Ti y Lyra.
Fue coeditora de Cuadernos de Existencia Lesbiana junto a Adriana Carrasco, cuyo primer número vio la luz el 8 de marzo de 1987. Fuskova continuó con esta tarea hasta 1991.
En 1982 presentó su serie fotográfica El Zapallo, obra integrada por diez trabajos, que elude a la fertilidad y la corporeidad femenina. La exposición fue realizada en los talleres Brígida Rubio de la ciudad de Buenos Aires.

(...) la verdura abierta, con todo su cuerpo interno en exhibición, se presentaba como símbolo de vida. Fusková se detuvo en analizar las relaciones existentes entre el cuerpo del vegetal y el femenino. En una de las fotografías, el zapallo aparecía sostenido por la modelo sobre su vientre, arriba de su pubis. El sexo de la mujer se situaba en la misma línea que la apertura del corazón de la verdura, el cual despliega a ambos lados universos de semillas y tejidos.
María Laura Rosa, curadora, escritora de Ilse Fusková – La libertad de pasear sola.

En 1988 presentó una serie fotográfica para la segunda edición de Mitominas: Mitominas II. Los mitos de la sangre, en el Centro Cultural Ciudad de Buenos Aires –hoy Centro Cultural Recoleta– del 4 al 27 de noviembre de 1988. La serie fotográfica inspirada en el informe Hite de la socióloga y sexóloga estadounidense, de origen alemán, Shere Hite, mostraba en cinco fotografías una pareja de lesbianas pintando su cuerpo con sangre menstrual. La serie fotográfica sobre la sangre de 1988, nunca fue exhibida desde su realización. Con este trabajo, expuso las contradicciones dentro del colectivo lésbico que, ante el temor a la exclusión, prefirieron censurar antes que ser censuradas.
En 1998 comenzó a cursar en la Escuela Nacional de Bellas Artes Prilidiano Pueyrredón. Allí se recibió en 2002. Luego, continuó su formación de posgrado en la Escuela Superior de Bellas Artes Ernesto de la Cárcova.
A lo largo de su carrera fue modificando su nombre artístico: sus primeras imágenes y notas estaban firmadas con nombre Felka, a secas; luego fue Felka Kornreich (cuando estuvo casada con Eduardo Kornreich); a finales de los años de 1970, y antes de divorciarse, utilizó Ilse Kornreich. Luego de su separación optó por utilizar su apellido paterno, Ilse Wünsche, hasta que adoptó el definitivo, Ilse Fuskova, utilizando el apellido checo de su madre.

## Activismo
Hacia fines de los años de 1970, se unió al Movimiento de Liberación Femenina.
En 1984 se separó y en 1985 empezó a militar en el feminismo y luego en el movimiento lésbico feminista. 
Entre 1986 y 1988, conformó el Grupo Feminista de Denuncia junto a Josefina Quesada y Adriana Carrasco.
En los noventa se unió a Gays por los Derechos Civiles junto a Carlos Jáuregui y fue determinante en el entendimiento de lesbianas, gays y las primeras activistas trans para organizar la Primera Marcha del Orgullo Lésbico-Gay, de junio de 1992 (Marcha del Orgullo LGBT de Buenos Aires).

## Vida personal
Estuvo casada durante treinta años con Eduardo Kornreich y fue madre de tres hijos.
Durante veintidós años fue pareja de Claudina Marek, con quien compartió el activismo lésbico. En 1994 ambas publicaron, en diálogo con Silvia Schmid, el libro Amor de mujeres. El lesbianismo en la Argentina, hoy.
En 2019 se realizó la exposición Ilse Fusková-La libertad de pasear sola, curada por María Laura Rosa en la Walden Gallery de Buenos Aires. Presentó 67 fotografías de dos períodos distintos: 1953-1958 y 1982. Se trató de una antología de su arte fotográfico donde las imágenes de los años cincuenta reflejan la vida urbana y la clase trabajadora, influenciadas por Grete Stern y Horacio Coppola; en tanto las fotos de los ochenta, muestran una faceta experimental y performática, reflejando su activismo feminista.
En 2021 se estrenó el documental Ilse Fuskova, dirigido por Liliana Furió y Lucas Santa Ana que retrata su vida de militancia.

Ilse para la comunidad es una precursora, es una valiente que puso la cara y el cuerpo para dar visibilidad a una problemática que necesitaba de voces que pusieran en la mesa los reclamos de un sector de la sociedad que hasta ese momento apenas empezaba a circular por los medios de comunicación. La visibilidad de Ilse y de Claudina Marek en una coyuntura histórica donde los medios empezaban a dar lugar a los reclamos de los gays varones, dio impulso a la visibilidad del lesbianismo. Desde ese lugar, la comunidad reconoce el legado que Ilse y Claudina, entre otras activistas lésbicas de esa primera época de los 80 y 90. Ese legado de visibilidad promovió la unión junto a otros sectores de la sociedad que también estaban reclamando derechos humanos, como las travestis, las trans y los gays, cada grupo con sus propios referentes.
Lucas Santa Ana, codirector del documental

## Reconocimientos
- En 2008 recibió un homenaje en el Primer Encuentro Nacional de Mujeres Lesbianas y Bisexuales de Rosario.[34]
- En 2015 fue declarada Ciudadana ilustre de la Ciudad de Buenos Aires por la Legislatura porteña.[25][35]
- En 2017, en ocasión del WorldPride Madrid 2017, celebrado en Madrid, España, se renombró simbólicamente a una estación del metro de esa ciudad con su nombre, a la par del de otras personas del colectivo LGBTIQ+. Esta obra, Metro LGTBIQ de Madrid, pertenece al sociólogo Javier Sáez[36]
- En 2018, año del 70.° aniversario de la Declaración Universal de los Derechos Humanos, fue reconocida por el Estado argentino. Durante el acto se colocó una placa con su nombre en una sala del Archivo Nacional de la Memoria en el Espacio Memoria y Derechos Humanos (ex ESMA).[37]
- En 2021 recibió el premio Premio Carlos Jáuregui junto a otras personalidades tales como Alba Rueda, Nelly Minyersky y Franco Torchia.[38] Fue entregado en esa ocasión por Gustavo Blázquez, director del Complejo Manzana de las Luces. El premio fue otorgado «por una cuestión histórica del movimiento, por su gran activismo y por ser parte junto a Carlos Jáuregui y César Cigliutti de la primera marcha en 1992».[39][40]

## Obras

### De su autoría
- El zapallo (1982), serie fotográfica.[17]
- Cuadernos de Existencia Lesbiana (1987), coeditora.
- Mitominas II. Los mitos de la sangre (1988), muestra fotográfica.
- Amor de mujeres. El lesbianismo en la Argentina, hoy (1994), coautora.

### De otros autores
- Ilse Fusková – La libertad de pasear sola (2019), galería fotográfica antológica, curada por María Laura Rosa.
- Ilse Fuskova (2021), documental audiovisual dirigido por Liliana Furió y Lucas Santa Ana.